# 10/29
10/29 – siódmy studyjny album polskiego rapera Palucha, którego premiera odbyła się 4 marca 2016 roku. Wydawnictwo ukazało się nakładem wytwórni B.O.R. Records.
Tytuł albumu 10/29 oznacza: liczba 10 to numer bloku, a 29 numer mieszkania, w którym raper się wychował oraz jego wiek.
W celu promocji wydawnictwa, wydano dwa single pt. „Taki jestem” oraz „Halo Ziemia”. Do obu tych utworów powstały teledyski. Gościnnie pojawiają się artyści z Europy: Rytmus (Słowacja), Olexesh (Niemcy), S.Pri Noir (Francja), członek B.O.R. Records – Gedz oraz Ras Luta (Polska). Na gramofonach projekt wsparli DJ Taek, DJ Show oraz DJ VaZee.
W listopadzie 2016 album uzyskał certyfikat platynowej płyty za sprzedaż ponad 30 000 egzemplarzy.

## Lista utworów
Źródło.
1. „Po właściwej stronie” (prod. Julas)
2. „10/29” (gośc. DJ Taek; prod. Julas)
3. „OneWay OneLove OneCrew” (gośc. Ras Luta; prod. Grrracz)
4. „Taki jestem” (prod. SoDrumatic)
5. „Zostało w nas” (gośc. Olexesh & DJ Show; prod. Maiky Beatz)
6. „Co na to Paluch?” (prod. Julas)
7. „Halo Ziemia” (prod. Julas)
8. „Przyziemne sprawy” (gośc. Rytmus; prod. Grrracz)
9. „Swoje miejsca” (prod. Grrracz)
10. „W kawałkach” (prod. Julas)
11. „Odpocznij” (prod. Julas)
12. „Impuls” (prod. Grrracz)
13. „Maniak” (gośc. Gedz; prod. Chris Carson)
14. „Nerwy stres (market love)” (prod. Julas)
15. „Pierwszy Świat” (gośc. S.Pri Noir; prod. Grrracz)
16. „Czyste złoto” (gośc. DJ VaZee; prod. SoDrumatic)
17. „Trzy” (prod. SherlOck)
18. „Na spokojnie” (gośc. DJ Taek; prod. Maiky Beatz)